# Lluzhapa
Lluzhapa es una parroquia rural que pertenece al cantón de Saraguro, provincia de Loja, república del Ecuador; fue elevada a cabecera parroquial el 21 de septiembre de 1956, como un homenaje y agradecimiento a la Fecundidad de la Tierra o Kulla Raymi, el cual se celebra cada 21 de septiembre y está dedicada a la preparación de la tierra, a la feminidad y al inicio del nuevo periodo agrícola. Fiesta andina conocida como Colla Raymi. Su población estimada según el último censo 2010 es de 1715 habitantes. Está situada entre los 3º, 29´ 39.0” y de latitud sur y los 79ª 20´ 13.5” de longitud occidental, a una altitud de 2450 m sobre el nivel del mar.

## Toponimia
El origen del nombre  Lluzhapa, al parecer es un híbrido entre quichua y cañari: «Lliu», adjetivo de origen quichua que significa brillante o luminoso, y «Shapa», «Zhapa» o «Sapa», de origen cañari que significa 'lleno' y/o 'abundante'. El nombre traducido sería: «brillo abundante», «muchas brillanteces», «muchos brillos» o «muchas luces». Al parecer hace referencia a las huacas existentes o a las siete lagunas que existieron en lo que hoy es el centro poblado; mismas que brillaban cual espejos en noches de luna llena; también estar rodada por sus dos cerros y elevaciones naturales del Guapazho, Shurumazhu,  el mismo que hace referencia a un lugar estratégico como mirador a los cuatro puntos cardinales;  Por esta razón a Lluzhapa también se la conoce como «tierra de las huacas», que según los nativos de la parroquia arden y brillan en Semana Santa, en especial el Viernes Santo.
Otras versiones afirman que Lluzhapa significa «deslizamiento de tierra», o «tierra resbaladiza», afirmación que es evidenciable por existir una falla geológica profunda, la cual hace que año tras año, el poblado central se mueva, deslizándose lentamente en dirección sur-norte.

### Zonas de Lluzhapa
Mucho de los nombres que tiene las zonas y barrios de Lluzhapa, tienen origen en los vocablos de las lenguas quichua-cañari.
- Sharashapa: Proviene de dos voces quichuas, «Shara» que significa 'maíz' y «Shapa» que significa 'abundancia'. Traducido «Sharashapa» significa «maíz abundante» o «abundancia de maíz».
- Corralhauyco: Proviene de dos voces, Corral Recinto cercado y generalmente descubierto, junto a las casas rurales, que sirve para guardar el ganado doméstico y Huayku  que significa quebrada. Su significado es corral junto a la quebrada.

- Lluhuayco: Quebrada; Lluhuayco procede de dos voces quichuas, «Lliu» que significa, 'brillante' y «Huayku» que significa "quebrada"; en consecuencia Lluhuayco significa «quebrada brillante», debido al resplandor de sus aguas al descender por la laderosa peña.

- Cochaloma: Proviene de dos voces quichuas, una quichua más un vocablo español; «Cocha», que significa 'laguna' y «Loma» que significa «"elevación" de terreno de poca altura».

- Turupamba: Se deriva de dos vocablos quichuas; «Turu» que significa "lodo" y «Pamba» que significa 'lugar plano', 'sitio plano', "planicie o llanura", deduciendo su significado tenemos que  Turupamba es «llanura de lodo» o «sitio lodoso», llamada así por haber sido un lugar fangoso de difícil tránsito para los viajeros en la época de invierno.

- Corralpamba: Proviene de dos voces, una de origen español, y la otra de origen quichua. «Corral», se refiere a «un pequeño recinto cerrado dentro o en el entorno de una construcción y tradicionalmente destinado a albergar animales domésticos» y «Pamba», de origen quichua, cuyo significado es «terreno llano que carece de árboles y vegetación densa». La palabra «Pampa» es un «espacio sin límite». Traducido viene a ser, «corral en la pampa».

Corralhuayco. Proviene de dos voces; una quichua y una española, Corral que significa sitio o lugar cerrado y descubierto que sirve habitualmente para encerrar animales y Huaico voz quichua que significa quebrada.
- Jucos: Proviene del vocablo quichua, «Jucus» adj. cuyo significado es, 'mojado' e 'húmedo'. Traducido significa «lugar húmedo o mojado», en referencia a la escasa existencia de vertientes agua respecto de sus alrededores.

- Chandel: Se desconoce los datos precisos del porqué del nombre «Chandel» a esta comunidad.
- Huaca. n. Sepulcro de los indios  aborígenes. Deposito de oro formado por ellos.

- Azafrán: El nombre de «Azafrán», dado a esta comunidad se debe a que el lugar existe una planta de poca altura llamada azafrán, la misma es una especia muy codiciada, y se considera un ingrediente de lujo en la cocina; además proporciona beneficios medicinales, como estimulante que ayuda a combatir los estados depresivos y mejorar la digestión. El nombre de azafrán puede derivar también del término árabe «safaran».

- Runa: n. Hombre indio; aborigen de América. Los blancos y los mestizos usan ordinariamente de esta palabra como insulto y para menospreciar a los de raza indígena.

- Zhurumazhu: El nombre del cerro «Zhurumazho», procede de dos vocablos quichuas: «Zhuru» y «Mashu» o «Mazhu»; «Zhuru», adj., 'cacarañada', o «rostro con manchitas» causadas por la enfermedad de la viruela o la varicela y «Mazhu» que significa 'murciélago'. Traducido significa cerro con cara de murciélago.

- Wapazho,
- Loma del Huandu. Nombre de un caserío de Lluzhapa.  Proviene de dos voces, una quichua "Huandu" más el vocablo "loma" de origen español;
- Huandu.Significa anda, camilla, parihuelas, traducido significa loma de las andas o camillas.

- Pumamaqui, significa mano de leopardo. En Lluzhapa existen muchos árboles de Pumamaqui y lo utilizan para hacer las cucharas de palo.

Yanicocha: Se deriva de dos voces quichuas; de Yana o Yani que significa 'negro', y de 'Kucha' que significa 'laguna', traducido es «laguna negra».
- Lumakucha Wayku o Quebrada de Lumacucha: «Lumacucha» proviene de dos voces quichuas: «Luma» y «Kucha»; «Luma», que significa 'Tola' o 'Yuka', y «Kucha» que significa 'laguna'. También existe la posibilidad de derivarse de «Lumu Kuchi» [lumukuči] s. amz. saíno. Suni sinkayuk, karu karullapi suni akchayuk, kutu chupayuk, kunka washa chawpipi pupushinamanta ashnak samayta shitak sachapi kawsak kuchi. Anti suyupika lumu kuchitaka wasi kuchukunapimi wiñachinkuna.
- Huascachaca, procede de dos voces quichua, huasca= soga y chaka = puente. Huascachaca significa puente de soga.

## Historia
ACTA DE PARROQUIALIZACION DE LLUZHAPA - SESIÓN ORDINARIA DEL 21 DE SEPTIEMBRE DE 1956:

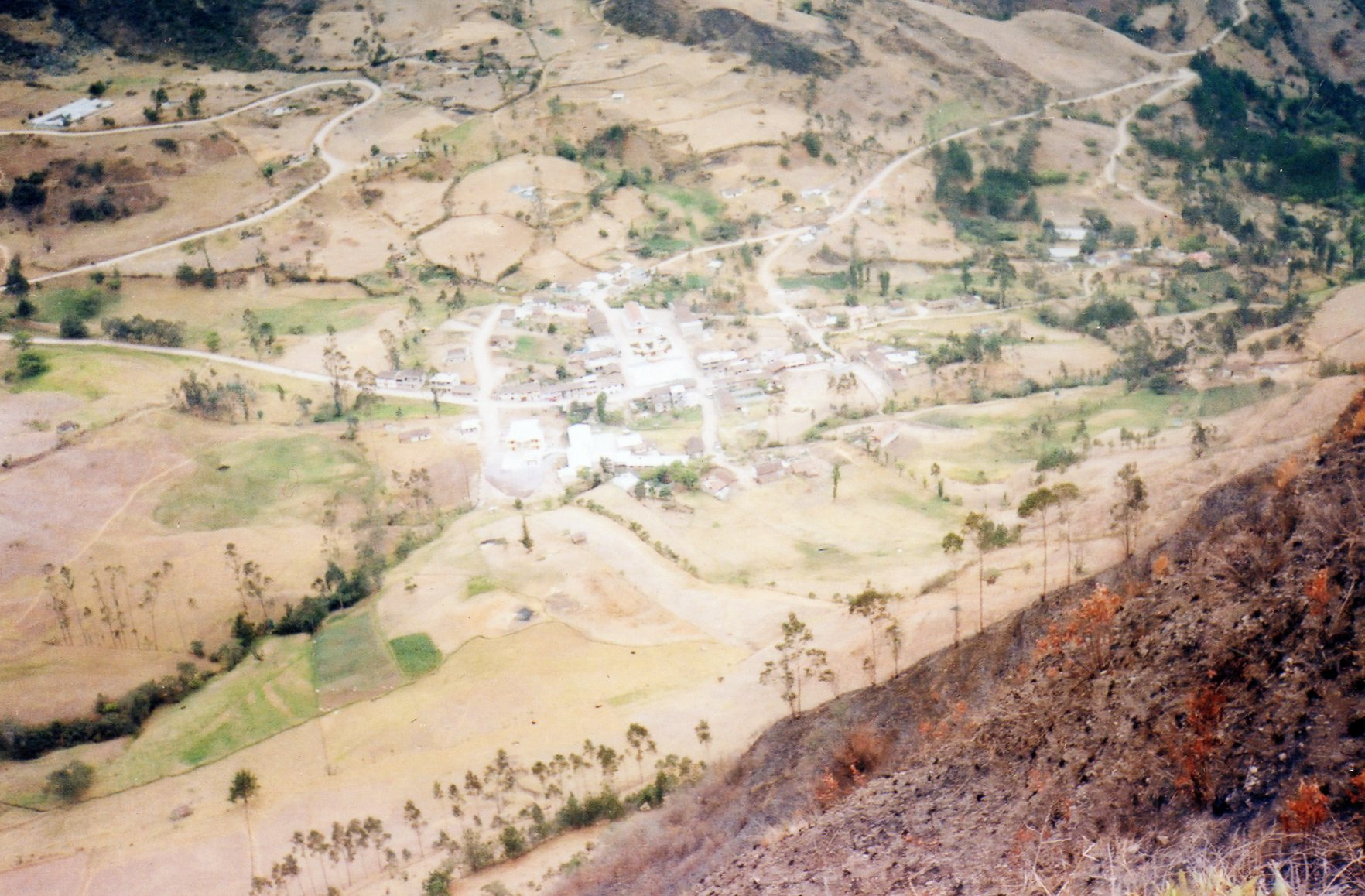
Vista aérea de la Cabecera Parroquial de Lluzhapa. Foto tomada en agosto del año 2000; desde el Cerro Guapasho, después de haber ocurrido un incendio forestal.

En Saraguro a 21 de septiembre de 1956 a las siete de la noche de conformidad con la convocatoria respectiva, se reunieron en el Salón de la Casa Municipal los siguientes concejales Dn. Gabriel Antonio Regalado, quien la preside en calidad de Presidente, Dn. Juan Miguel Espinosa en calidad de Vicepresidente, Don Fausto Pachar, Dn. Enrique Ordóñez, Don Luis Vicente Jaramillo y don Jaime Ortiz, Interviene el Secretario Titular del Despacho don Manuel Eloy Silva por estar ordenado en el Acta de la Sesión anterior, se procedió a la segunda discusión de la ordenanza Municipal que eleva a categoría de Parroquia Civil, diversos barrios de la sección Lluzhapa, habiendo sido aprobada la citada ordenanza sin ninguna modificación y ordenase sacar los ejemplares necesarios a fin de que se dé la tramitación legal correspondiente, cuyo Texto es el siguiente: El Ilustre Consejo Municipal del Cantón Saraguro en uso de las atribuciones que le concede el Artículo 40 numeral siete de la Ley de Régimen Municipal.
CONSIDERANDO:
PRIMERO: Que los moradores de los caseríos Guando, San Luis, Gramal, Lugmo, Verdilla, San Francisco, Chandel, La Vega y Las Playas de la Parroquia Selva Alegre, han solicitado sean elevadas a la categoría de Parroquia. 
SEGUNDO: Que los citados caseríos han progresado mediante el esfuerzo de sus habitantes, que los han colocado en una situación política, social y económica de notable ventaja entre los Barrios del cantón.
TERCERO: Que debido a los considerandos antes anotados es de justicia propiciar el engrandecimiento de sectores como los indicados, haciéndoles que escalen un peldaño más en la situación política administrativa del País.
CUARTO: Que los caseríos nominados reúnen los requisitos indispensables para ser elevados a la categoría de parroquia tanto por la densidad de la población y riqueza agrícola como por su potencialidad económica y comercial que beneficia a todo el cantón. 
QUINTO: Que corresponde al Ilustre Concejo Municipal satisfacer las justas aspiraciones de los pueblos de sus jurisdicción.
ACUERDA
ARTÍCULO PRIMERO: Créase la Parroquia Lluzhapa con jurisdicción en los barrios, Guando, Gramal, San Luis, El Lugmo, Verdillas, San Francisco, Chandel, La Vega y la Playas.
ARTÍCULO SEGUNDO: Los límites de la nueva parroquia serán: por el norte el Río Jubones, éste hasta la desembocadura del Río San Antonio, siguiendo el curso de este Río Curiyacu a encontrase con la cordillera de la Jarata siguiendo el filo hasta dar con la cordillera Guando, por el Oeste siguiendo la Cordillera de Guando a dar con la Cordillera Chinchas, de este en línea recta a la Cordillera Chilpa a Yanicocha, Quebrada de Lumacucha, una quebrada de poco agua a dar a una playa llamada Chichin recto al Río Jubones, límite tomado al principio de la demarcación.
ARTÍCULO TERCERO: Elévese la presente ordenanza a consideración y aprobación de los organismos que deben intervenir en la tramitación legal de este asunto y a quienes se les enviará copia auténtica de esta ordenanza y los informes de los señores Jefe Político y Procurador Síndico Municipal a la vez que copias autorizadas de los documentos relativos a la creación de la Parroquia Nueva.
Es dado en la Sala de Sesiones del Consejo Municipal de Saraguro a los veintiún días del mes de septiembre de 1956.
FIRMA: El Presidente. Gabriel Antonio Regalado  .- El Secretario Manuel Eloy Silva.
La presente sesión terminó a las once de la noche, firmando para constancia el Señor Presidente y Secretario que intervienen.

Acta descubierta por el Lic. Santos Chamba, Rector de la Unidad Educativa "Latacunga", copiada fielmente en el año de 1987, de los Archivos que reposan en  la Ilustre municipalidad del cantón Saraguro; con finalidad de poder celebrar las fiestas cívicas de emancipación política de la parroquia, e la fecha correcta.

Desde 1987, fecha, con gran júbilo año tras año, cada 21 de septiembre, los maestros de la Escuela Central  “Latacunga” (hoy Unidad Educativa) y de los barrios de Lluzhapa, iniciaron la celebración de las fiestas de parroquialización, con la finalidad de fortalecer el civismo, tanto en la niñez y juventud y ciudadanía lluzhapence.
AUTORIDADES QUE IMPULSARON EL DESARROLLO E INICIARON LA CELEBRACIÓN DE LAS FIESTAS DE PARROQUIALIZACIÓN:
Las autoridades que impulsaron el desarrollo de a parroquia  e iniciaron la celebración de la fiesta cívica fueron: el Lic. Santos Chamba; quien ingresó  a ejercer la docencia el año  1984 en la escuela Sin Nombre de la parroquia San Sebastian de Yuloc,  siendo creador y fundador de la misma. Tambien el Profesor Santos Chamba fue quien con muchos esfuerzo llegó a descubrir el acta de parroquialización de Lluzhapa; Además fue presidente del Comité Profiestas Cívicas de la parroquia; y docente  Director de la Escuela Fiscal Mixta “Latacunga”.
Otra autoridad que apoyó el inicio de fiestas Cívicas fue el señor Robert Cabrera Dota, Teniente Político de la parroquia de aquel entonces; la Señorita Martha  Pesantes Sigcho; quien fue Primera Reina electa de la Parroquia; el señor Luis Guillermo Ortega Ordoñez, Presidente de la Junta Parroquial, (cargo honorífico sin sueldo en ese entonces) y, el señor Manuel Dositeo Labanda Ramon, Presidente del Comité Central de Padres de Familia de la escuela central, hoy Unidad Educativa "Latacunga".
Los profesores que dieron inicio a la Celebración y continuaron con dicha costumbre fueron: Lic. Santos Chamba, como Principal en el Movimiento de Profiestas Cívicas de la parroquia, y su esposa Lic. Bélgica María Cuenca Pineda; además el profesor Rodrigo Plutarco Barba Macas, Director de la Escuela Fiscal Mixta“ Latacunga” hoy Unidad Educativa " Latacunga ", Lic. Hilda Ponce de León, Lic. Esther Ortega. Lic. Gloria Robalino y como vocales, los profesores de los barrios: Prof, Vitelio Vargas Cumbicus, de la escuela  "Manuel Cabrera", antes Sin Nombre del barrio Verdillas, Profesora Juana Cumbicus y Bolívar Cuenca de la escuela "Juan Agusto Chalán", antes Sin Nombre del barrio Zharazhapa; Profesora Rosa Ojeda, de la escuela "Dr. Luciano Lasso Ortega", del barrio Corralpamba, Profesor John Rodríguez Aguilera ( locutor profesional, animador de los programas) docente de la escuela "Señor de los Milagros", antes Sin Nombre del barrio Jucos, Profesora Francelina Torres y Lilia Celi  Pesantes, docentes de la escuela "Ciudad de Tena" del barrio Seucer , Profesora Josefina Castillo, docente de la escuela "Aguinaldo Castillo" del barrio Lugmo; Profesora Bertha Cueva y Lilia Auquillas del Barrio San Luis y Loma del Guando; Profesora Martha Gonzales, docente de la escuela Dr. "Victor Vivar Espinosa" todos quienes juntamente con las Directivas centrales de padres de familia, y con mucho entusiasmo y patriotismo se unieron a celebrar las fiestas de parroquialización; cabe indicar que, cada uno de los docentes aportaban con una candidata para el certamen de belleza y poder elegir a la nueva soberana de la parroquia. 
En posteriores años se crea la escuela "Hugo Vivar Flores" del barrio Azafrán, la que se incluye a las programaciones. Su profesor fue el Señor Hernan Carpio Malla.

## Organización territorial
La división política de la parroquia en sus respectivos barrios es la siguiente: Lluzhapa (cabecera parroquial), Sharashapa, Cochaloma, La Loma, Verdilla, Lugmo, San Luis, San Francisco, Turupamba, Loma del Guando, Sevillán, Chandel, Azafrán, Seucer, Corralpamba, La Vega Yugdal, Jucos, La Floresta y Machala.

## Demografía

### Etnografía
En sus inicios existían presencia de familias indígenas que posteriormente dejaron de usar la vestimenta distintiva y se cortaron la jimba. 
La mayoría de la población se considera mestiza, aunque algunos se consideran blancos.

## Política
La primera maestra fiscal, fue la Srta. Profesora Bertha Aguirre y Profesora Delia Jaramillo. Bertha Aguirre era oriunda de Saraguro, quien vino el año de 1956 según relato del Señor Javier Francisco Ortega Espinoza+ primer Teniente político de la parroquia. Se destaca que, después de gestiones realizadas por el Señor Manuel Carpio; Mariano Romero; Agustín Ortega de la línea política liberal, seguidores de la ideología de la  Revolución Liberal Ecuatoriana, liderada por el General Eloy Alfaro; el 21 de septiembre de 1956, se eleva a cabecera parroquial a Lluzhapa y sus barrios. La parroquia se crea con tres partidas fiscales: Una partida para ejercer las funciones de Teniente Político. Una Partida para las funciones Secretario de la Tenencia Política y Una partida fiscal para docente de la escuela "Latacunga" con régimen Sierra.
El primer teniente político nombrado para de la naciente parroquia Lluzhapa, fue el Sr. Francisco Javier Ortega Espinoza, y su secretario fue el señor Manuel Aguirre, oriundo de Saraguro, quienes a su vez tenían la misión de registrar los matrimonios, nacimientos defunciones; es decir, hacían las funciones del Registro Civil. Posteriormente se nombra como nuevo secretario al Sr. Néstor Ureña, nativo de Lluzhapa, tenía oficina en el barrio La Loma, en casa del señor César Emilio Erreyes Cabrera.

## Servicios públicos

### Educación
El año 1986, procedente de  la escuela de  Limapamba ubicada en San Sebastián de Yuloc, cantón Saraguro; ingresa el Lic. Santos Chamba y el año 1987, procedente de la Escuela Natal Orellana de la parroquia Manú, ingresa la Lic. Bélgica María Cuenca Pineda
El 20 de diciembre de 1995, sale con cambio el Director  de la escuela , Señor Lic. Rodrigo Plutarco Barba Macas, por lo que mediante oficio de parte del Supervisor de la Zona Lic. Victor López Yaguana, se  encarga la Dirección de la escuela Latacunga al Lic. Santos Chamba, quien posteriormente el año 2001 fundsra la Red EscolarAutónomaRuralLluzhapa. 
El equipo de docentes con el cual trabajó en sus inicios, estuvo compuesto de la siguiente manera : Lic. , Santos Chamba, como Director ,Lic., Bélgica María Cuenca Pineda, profesor Jorge Exequiel Pinzon Quezada, Lic. Hilda Ponce de León , Lic. Esther Ortega y Lic. Gloria Robalino y Lic. William Jiménez.

#### Gestión general
La escuela Fiscal Mixta "Latacunga" con partida fiscal se creó el 21 de septiembre de 1956, ya que antes era escuela municipal.   
LIDERES DE LA UNUDAD EDUCATIVA LATACUNGA  
Profesora Bertha Aguirre Primera Líder
Profesor Robin Valdivieso Torres, Profesor Hugo Blacio Tinoco, Profesor Rodrigo Plutarco Barba Macas, Lic Santos Chamba, Profesora. Bélgica Maria Cuenca Pineda, Lic. Ana Julia Chamba, Lic. Angel Japón  Japón.  
El año 1995 se encarga como Director de la escuela Fiscal Mixta Latacunga al Profesor Santos Chamba, quien el año  1984 desempenó también el cargo de Director de la  Escuela de Limapamba de  San Sebastian de Yuloc, cantón Saraguro. 
En 1999, se realiza un nuevo concurso de méritos y oposición para llenar la vacante de Director; convocado por la Dirección Provincial de Educación de Loja, en dicho concurso triunfa el Lic. Santos Chamba, normalista rural y graduado en la Universidad Técnica Particular de Loja, como docente  de Educación Media en la especialidad de Pedagogía; cargo que lo desempeña hasta el año 2009.
El año 2009 Bélgica María Cuenca Pineda desempeña el cargo de Directora de la Red Escolar Autónoma Rural Lluzhapa 
Lapso en el que, con nuevo equipo de docentes asignados se dieron significativos avances sobre todo en el mejoramiento de la infraestructura  y equipamiento escolar; pues realizó gestiones tendientes a mejorar y modernizar tanto la infraestructura (que era de adobes, bahareque y tapia), equipamiento y capacitación tanto a docentes como a padres de familia, bajo el apoyo del convenio MEC-BID Y el programa denominado "Redes Amigas" de aquel entonces.
En el año 2001, mediante el Acuerdo Ministerial N° 237 del 10 de julio  —bajo las gestiones del nuevo Director y Directrices de Planta Central del Ministerio de Educación y Culturas y con el Programa Redes Amigas —, crea la Unidad Ejecutora 4029 denominada "Red Escolar Autónoma Rural Lluzhapa", donde se le encargó la Dirección Red Escolar al Director titular de la Escuela Fiscal Mixta "Latacunga" al Profesor. Santos Chamba. 
La Red Escolar Autónoma Rural Lluzhapa en sus inicios la componían nueve escuelas; con una población estudiantil de 443 estudiantes y 19 docentes, incluido un colector pagador. Posteriormente, se dieron importantes cambios de modernización en beneficio de la educación del sector rural. (Fuente Datos Estadísticos de la Institución, Unidad Educativa Latacunga)

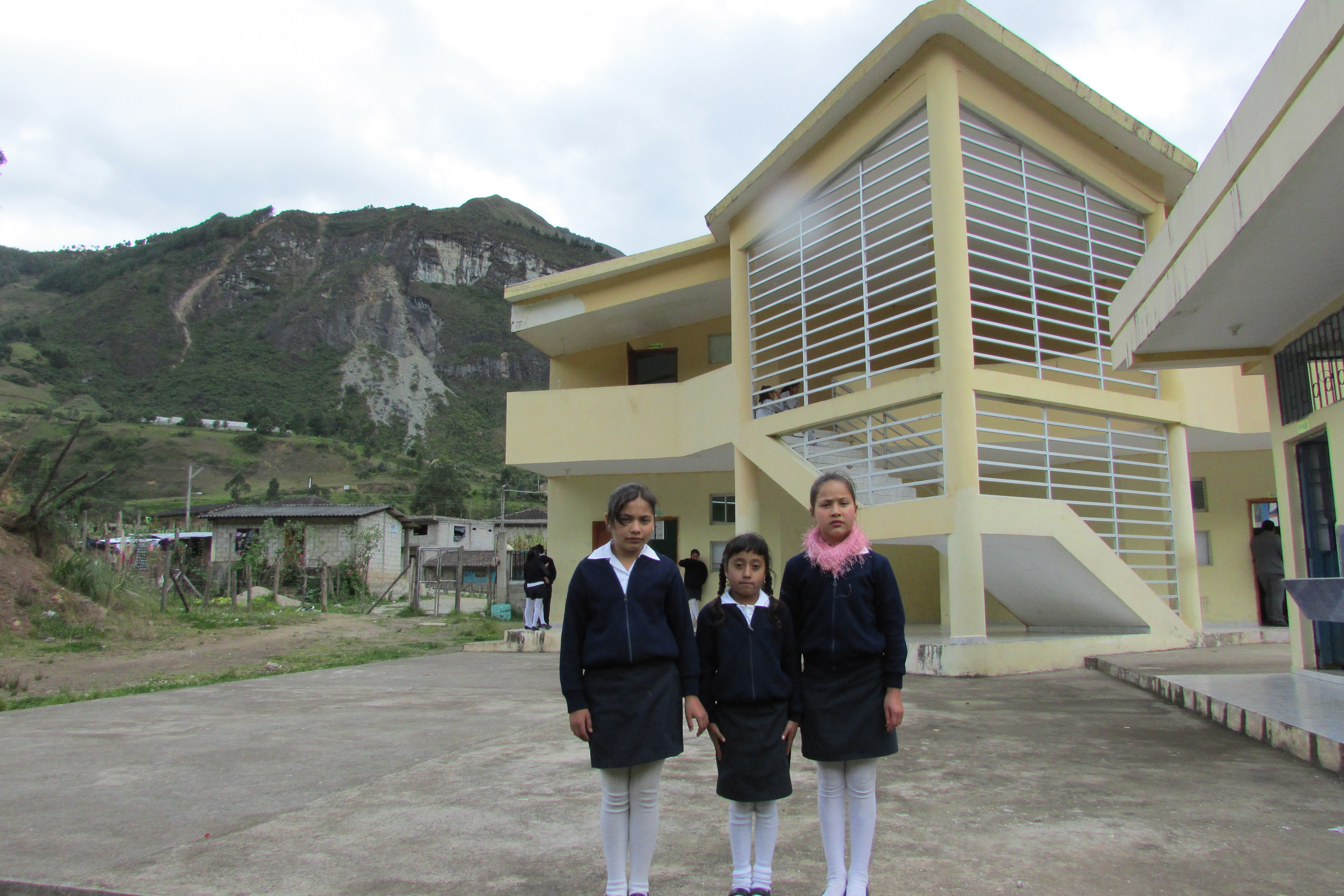
Edificio de la Unidad Educativa Latacunga

Las escuelas que conformaban la "Red Escolar Autónoma Rural" de Lluzhapa fueron: Escuela “Latacunga” sede satélite de la Red Escolar; Escuela “Ciudad de Tena” de la comunidad de Seucer; Escuela “Ciudad de Zumba” de la comunidad de Guisaseo, parroquia Sumaipamba; Escuela “ Hualcopo Duchicela” de la comunidad de San José, parroquia Manú. Escuela “Señor de los Milagros” de la Comunidad de Jucos. Escuela “Dr. Luciano Lasso Ortega” de la comunidad de Corralpamba; Escuela “Sin Nombre de Zharazhapa, hoy "Juan Agusto Chalán; Escuela “Victor Vivar Espinoza” de la comunidad de Chandel; Escuela “Aguinaldo Castillo” de la comunidad del Lugmo; Escuela "Sin Nombre" Verdillas, Hoy escuela "Manuel Cabrera"; misma que no pertenecía a la Red Escolar, actualmente (año 2019) cerrada por falta de estudiantes.
El 16 de diciembre del año 2015 se crea la Unidad Educativa Latacunga; prestando servicios de los Niveles de Inicial 1 y 2 ; Educación General Básica y Bachillerarte General Unificado
Desde el año 2016, el Lic Santos Chamba  desempeñó el cargo de  Rector de la Unidad Educativa Latacunga  hasta el 2020. ;

### Sanidad
El Centro de Salud de Lluzhapa fue construido en el año 1993, en un Proyecto urgente y necesario presentado a las autoridades superiores de Salud; proyecto socializado a toda  la ciudadanía por parte de los docentes: Lic. Santos Chamba y  Lic. Bélgica  María Cuenca Pineda, para lo cual adquirieron un terreno en S/ 500.000 sucres, a fin de construir el Centro de Salud en  para la parroquia, contando además con el apoyo de Plan Internacional. Este terreno se lo compró a la Señora Rosaura Sigcho, en dinero de contado.
En el campo de la salud, antiguamente se carecía de este servicio, era común acudir a los curanderos para aliviar las múltiples enfermedades. En el ámbito de la salud, había varias personas conocidas entre la comunidad local, como las parteras o comadronas: Señoras Delicia Pineda, Ercilia Pesantes y la Lic. Bélgica  Maria Cuenca Pineda; quienes con sus conocimientos de medicina ancestral y capacitación recibida por el  MSP; eran las encargadas de atender los partos y a los recién nacidos.

## Cultura

### Gastronomía
La gastronomía de la localidad se caracteriza por varios platillos notables como:
La Chanfaina de Chancho. Como muchos de los plato, este tiene su origen en tierras europeas y fue traído al Ecuador en la conquista española, la chanfaina se hace  utilizando como base las vísceras del chancho.
Es así que, este plato se lo prepara con menudencia de cerdo en Ecuador, más específicamente en la ciudad de Loja, además se le agrega maní, otras especias y se lo sirve como plato fuerte.
Cuy con papas: Este plato es muy comestible en las diferentes festividades se lo prepara con mucha delicadeza y se brinda a los acompañantes en una fiesta de matrimonio, bautizos, y diferentes eventos sociales.
La chicha de jora: La chicha es una bebida tradicional de los pueblos Saraguros y de Lluzhapa en especial se brinda en diferentes eventos sociales. Sus ingredientes son: Maíz molido en remojo por 4 o 5 días, panela y agua tibia.
La chicha de jora se utiliza para distintas actividades, por ejemplo, para las mingas se ofrece como bebida refrescante, para las fiestas como bebida de bienvenida, en las fiestas grandes como la Navidad se elabora chicha en grandes cantidades, “500 litros”, para que alcance para todos los invitados. También se hace fermentar bastante a la chicha, hasta que llega a un estado que puede llegar a embriagarte, se la considera que es más saludable que cualquier otro licor.
Preparación: Se deja en remojo el maíz molido durante 4 o 5 días para que empieza a fermentar. El maíz molido se pone un una tinaja grande; luego se agrega agua tibia; después se agrega panela al gusto. Fermentación. La chicha por lo general esta lista para tomar después de dos días de fermentación, pero esto dependerá de la cantidad que se este haciendo, mientras más se haga, más tiempo de maduración llevará, en tinajas pequeñas por lo general es ese tiempo.
Sopa de zambo: Sus ingredientes son: 5 tazas de zambo o zapallo tierno, picado, 11/2 litros de agua Refrito: 2 cucharadas de color, sal, 1 taza de cebolla blanca picada, 1/4 de cucharadita de pimienta, 2 choclos tiernos en rodajas con la tusa o desgranado, 1 lb de papa en pedazos chicos, 1 taza de leche y 1 taza (4 onzas) de queso blanco desmenuzado.
Preparación: Para preparar el zambo: hay que pelar y remover la parte verde debajo de la cáscara; botar la parte de las semillas en el caso de que no estén muy suaves; picarlo. Cocinar el zambo o el zapallo en el agua por 20 minutos en olla de presión o 1 hora en olla común. Preparar el refrito: calentar la color; añadir la cebolla y freír a fuego lento hasta que la cebolla esté transparente; añadir la sal y la pimienta. Al zambo o zapallo añadir el choclo y cocinar por 10 minutos en olla de presión o 1/2 hora en olla común. Licuar el refrito con la leche y añadirlo con la papa a la sopa. Hervir a fuego lento sin presión por 20 minutos, removiendo mucho al principio para que el zambo o el zapallo se deshaga y espese la sopa. La papa no debe deshacerse. Para servir, añadir el queso y solamente calentar. Salen 6 porciones.

### Religión
La mayoría de su población es cristiana, existiendo tambien una gran población de cristiano protestante o evangélico  que aun no tienen templo para la practica de sus cultos religiosos y actualmente lo hacen en casas prestadas .

### Leyendas

#### Mito de los dos cerros hermanos
Autor Bélgica María Cuenca Pineda.
Docente de la Unidad Educativa Latacunga 
Dos son los cerros de nuestra hermosa tierra de Lluzhapa, los dos llevan nombres quichuas Zhurumasho y Guapasho. Cuentan que hace muchos años, Zhurumasho y Guapasho tenían la misma altura, ellos conversaban y e trataban como verdaderos hermanos.
Cierto día, dos labradores situados sobre las faldas de Guapasho, alzaron sus frentes para ver el atardecer y notaron que el cerro Zhurumasho estaba más alto que su hermano, de pronto, sintieron un temblor bajo sus pies, era el Verde Guapasho que se levantaba envidioso al ver la majestuosidad de su hermano que ensombrecía el sol, el labrador nunca había visto perderse el sol tan temprano.
El cerro celoso y embravecido lanzó una enorme roca sobre la faz de su hermano Guapasho, el herido veía bajar la sangre por sus faldas que hoy en día se ven claramente y son grandes peñascos desprendidos, Pero la pelea no terminó ahí, pues al verse lastimado Zhurumasho reaccionó violentamente y lanzó con tanta fuerza una piedra que hirió el ojo derecho de Guapasho.
Guapasho, enfurecido comenzó a levantarse y erguirse mucho más alto que su hermano. Viendo la grandeza de su contendiente, el cerro del poniente se declaró perdedor que hasta hoy podemos observar y escuchar el sonido emitido por la braveza que guarda en su interior. Pero su hermano seguía creciendo porque así era su orgullo endemoniado.
El miedo de que el cerro no deje de alzarse y nunca más se vuelva a ver un amanecer, obligó a la gente del pueblo a construir una cruz, a la que hicieron bendecir, para colocarla en la parte más alta de su cabeza a fin de que apacigüe el afán desmesurado de elevarse más y más, desde entonces el Guapasho permanece quieto y dormido: Dios quiera que nadie retire la cruz porque de otra forma el gigante cerro podría despertarse y liberar batallas, que podrían dañar al pueblo. El mismo que por miedo a que se despierte, cada año se va deslizando hacia el noreste con rumbo al lugar donde debería ser su origen de nacimiento».

QUEREMOS PAZ EN EL ECUADOR
Con motivo de los levantamientos octubre en contra del Decreto 883 del Presidente de la Republica Lenin Moreno
Por: Prof. Bélgica María Cuenca  Pineda
La paz es pueblo, la paz es amor     
Los indígenas son  personas que se preocupan por el país.     
Ellos si sienten lo que esta pasando en estos momentos.      
Por qué  dejarlos solos ? luchemos todos juntos con ellos, para demostrar al mundo entero que los paros no son necesarios.     
para alcanzar una vida llena de armonía y paz  
Por qué tanto racismo entre pueblos hermanos si todos somos de una misma nación y de una misma descendencia.   
Si queremos paz, tiene que primero haber estabilidad económica en nuestro país.  
No queremos un país de enfrentamientos, queremos paz, no queremos más derramamiento de sangre ni tantos muertes,  
Si todos los  pueblos se unieran y trabajáramos por un mismo fin y vivir en paz y tranquilidad. 
Vivamos sin confrontaciones entre hermanos,  declarando un mejor porvenir para nuestros hijos sin que hayan controversias entre nosotros, sabiendo que nuestro país es un petrolero, por qué elevar los precios de la gasolina y petróleo, conociendo que al subir los precios de estos combustibles perjudicamos a todos, reunámonos y planifiquemos de otra manera.  
Decimos que los préstamos del  FMI l están prestos a facilitarnos el dinero, pero nuestras autoridades no se miden en las consecuencias por  que gastar mas dinero de lo que se debería , debemos planificar obras  de mejoramiento con lo que tenemos y así no endeudarnos mucho y pasar problemas económicos. 
Otros países tambien tienen  deudas más grandes  que la nuestra pero no realizan estas medidas tratan de buscar formas y maneras de hacerlo  porque necesariamente  nuestras autoridades la harían.
Por que  sacrificar vidas  de nuestros hermanos, que son quienes trabajan para beneficio de todos. 
así no se  consigue absolutamente nada, por favor reúnanse y 
traten de resolver de una mejor forma esta controversia. 
Por qué tiene que haber tantos muertos  para resolver estos problemas en mi país?
Si lo que queremos es tener un país de tranquilidad, buscando siempre la felicidad de ecuatorianos y ecuatorianas; ya no más represiones con nuestros hermanos que inocentemente entregan su vida por el bienestar de nuestra patria.
Lo importante en esta vida, es vivir como hermanos, sin confrontaciones. Las personas necesitamos vivir con dignidad, abrazándonos entre hermanos. A vivir con libertad    encontraremos  la felicidad necesaria para  nuestra país. Este suelo no es nuestro, es  prestado,  mientras en este hermoso suelo vivamos.
¿Por que hacernos dueños de este suelo que algún día todos lo abandonaremos? Nada ni nadie es dueño de nada.  ¿Por que entonces la guerra sin necesidad? Y de él solo nos serviremos para vivir por corto tiempo que luego  lo dejaremos para nuestros descendientes, quienes podrán utilizarlo, disfrutarlo y vivir con libertad.
Queremos que todos  se enteren  que el suelo donde  vivimos, fue conseguido con derramamiento de sangre  de gente inocente que participó en la guerra  para tener un lugar donde poder vivir  libres sin sufrimientos ni remordimientos en esta bella  tierra.
Por eso de hoy  en adelante, no debe haber más enfrentamientos entre pueblos disfrutemos todos de la amistad  y libertad  solo nos queda reconocer a estos valientes representantes y felicitarles por tan importante acuerdo firmado  por el bienestar de los  ecuatorianos.
Gracias a nuestros hermanos podemos vivir en paz, compartiendo nuestros mejores ideales., para algún día saber que todos y todas formamos una sola nación ,capaces de vivir y   representar a nuestros pueblos y nacionalidades, participando y respetando nuestras ideas,  pensamientos y opiniones.
Por eso y por todo gracias mil gracias a quienes supieron defender  nuestros derechos que tenemos como  ecuatorianos
Autor: Bélgica María Cuenca Pineda

POEMA A LLUZHAPA
Autor: Lic. Santos Chamba
En los Andes de mi Ecuador Lluzhapa duerme,
dos cerros guardianes velan su enigma,
Guapasho y Zhurumasho, testigos eternos,
de historias ancestrales y paisajes de ensueño.

Saraguro, orgulloso cantón,
es morada de esta sagrada tierra,
sus variados climas te fascinarán,
en Lluzhapa, la diversidad es su herencia.

Desde las alturas, con fuerza brilla el sol,
iluminando sus campos con dorada perfección,
florecen su cultivos con su bendición,
ofreciendo en abundancia variado fruto.

Talentosos artesanos dan vida a sus tradiciones,
con hilos de colores sus prendas tejen,
los Saraguros, con habilidad y destreza,
guardan sus costumbres con amor y nobleza.

Los paisajes se despliegan cual inmensos lienzos,
se alzan sus montañas con imponente majestuosidad,
espectáculos naturales que cautivan el corazón,
en cada rincón, belleza en su integridad.

Lluzhapa, tesoro escondido de Ecuador,
eres un regalo del universo en su esplendor,
misterios y leyendas se entrelazan en tu suelo,
nunca dejarás de brillar con tu encanto sencillo.

A tus tierras, aventurero viajero, ven a conocer,
sumérgete en su cultura y da un paso atrás en el tiempo,
en Lluzhapa encontrarás inspiración y paz,
con el abrazo de sus montañas, una eternidad de amistad.